# 金子沙希
金子 沙希（かねこ さき、8月13日 - ）は、日本の女優、声優。富山県氷見市出身。アプトプロ所属。

## 人物
2025年3月31日、同日付でオフィスPACが事業停止したことに伴い、翌4月1日付でアプトプロに移籍。
特技はマッサージ、イラスト。趣味は筋トレ。

## 出演

### テレビアニメ
2010年代
- 牙狼 -紅蓮ノ月-（2016年、貴族）
- ルパン三世 PART5（2018年、残党B）

2020年代
- ルパン三世 PART6（2021年、パーティの客）
- リーマンズクラブ（2022年、ハルキの祖母）
- 永久少年 Eternal Boys（2023年、女性）
- わたしの幸せな結婚（2023年 - 2025年、女中頭） - 2シリーズ

### 劇場アニメ
- 薄墨桜 -GARO-（2018年）

### Webアニメ
- 無限の住人-IMMORTAL-（2020年、お圭[6]）
- ルパン三世VSキャッツ・アイ（2023年、招待客）

### ゲーム
- ドラゴンクエストXI 過ぎ去りし時を求めて S[13]（2019年）
- ファイナルファンタジーVII リメイク（2020年）

### 吹き替え

#### 映画
- オール・セインツ 幸せのはじまり
- 少女ファニーと運命の旅
- シラノ
- ストーリー・オブ・マイライフ/わたしの若草物語（フンメル夫人〈サシャ・フロロワ〉）
- レベッカ（グラニー〈ジェーン・レポテア〉）

#### ドラマ
- アメリカン・ホラー・ストーリー シーズン8
- ウエストワールド
- エクソシスト 孤島の悪魔（ロレイン・グレアム）
- ガール・ミーツ・ワールド
- クリミナル・マインド 国際捜査班2
- ゲームシェイカーズ
- GOTHAM/ゴッサム
- THE HEAD
- The Ranch ザ・ランチ（ダーリーン）
- ジ・アメリカンズ3
- ジェシカ・ジョーンズ
- チェサピーク海岸
- チェルノブイリ
- 超能力ファミリー サンダーマン3（ロキシー）
- HAWAII FIVE-0 6
- FAMOUS IN LOVE
- マスター・オブ・ゼロ
- リバーデイル（ポリー・クーパー、ティナ）
- ロマノフ家の末裔 〜それぞれの人生〜

#### アニメ
- サウスパーク（スタン・マーシュ、リアン）※Netflix版
- パチャママ
- ミッキーマウスとロードレーサーズ
- ライオン・ガード
- レゴ スター・ウォーズ フリーメーカーの冒険

### ボイスオーバー
- ストーリー・オブ・ゴッド WITH モーガン・フリーマン
- プロジェクト・ランウェイ15（リンダ・マーカス）
- ボクらを作ったオモチャたち

### 舞台
- 煙が目にしみる（瀬能あずさ）
- 十二夜（オリヴィア）
- 天守物語（富姫）
- HOT DOGS（桧野由舟）
- Reading company ゑほう巻き 所属

### シリーズ一覧
1. ↑  第一期（2023年）、第二期（2025年）